# Moreno Torricelli
Moreno Torricelli (* 23. Januar 1970 in Erba (CO), Italien) ist ein ehemaliger italienischer Fußballspieler und heutiger -trainer. Seine Hauptposition war die rechte Abwehrseite.

## Spielerkarriere

### Im Verein
Moreno Torricellis Karriere begann wie ein modernes Märchen, er arbeitete in einer Möbelfabrik, als ein Freundschaftsspiel seiner Mannschaft US Caratese, für die er hobbymäßig spielte, gegen Juventus Turin sein Leben veränderte. Im Juli 1992 durfte er auf Grund seiner Leistung in diesem Spiel an der Saisonvorbereitung von der Juve teilnehmen und der damalige Trainer Giovanni Trapattoni war von seiner Zweikampf- und Willensstärke beeindruckt. So wurde er von Juventus für einige Millionen Lire verpflichtet.

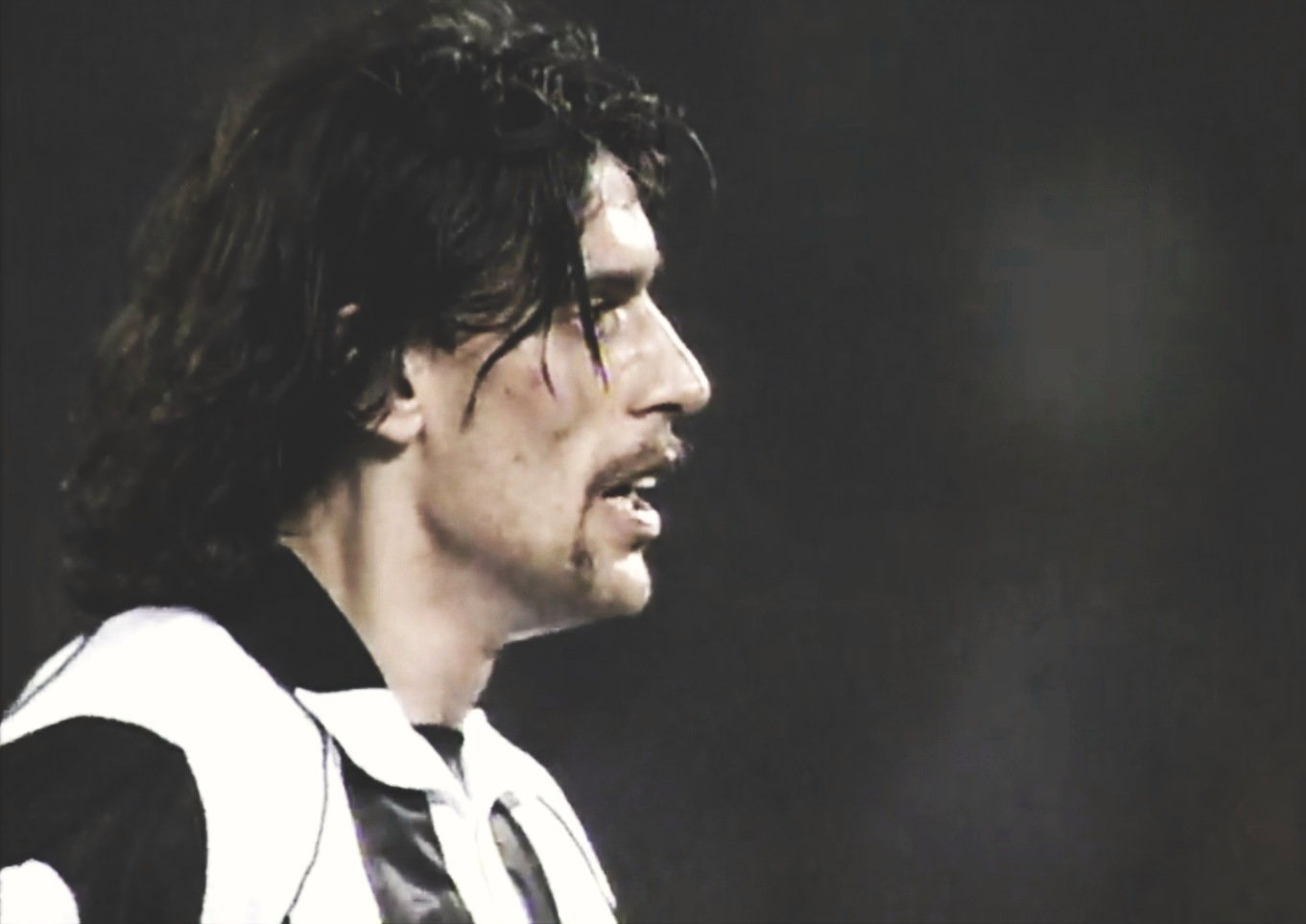
Torricelli mit Juventus im Jahr 1998.

Torricelli feierte sein Serie-A-Debüt für Juventus am 13. September 1992 beim 4:1-Sieg im Spiel gegen Atalanta Bergamo. Er wurde schnell zum Stammspieler, da er auf allen Positionen in der Abwehr eingesetzt wurde und gewann in seiner ersten Saison gleich den UEFA-Pokal gegen Borussia Dortmund.
Die wahrscheinlich besten Spielzeiten seiner Karriere spielte er zwischen 1994/95 und 1997/98. Er trug mit Spitzenleistungen zum Gewinn dreier italienischer Meisterschaften, einer Coppa Italia, einer Champions League, des Weltpokals, des europäischen Supercups und zweier italienischer Supercups für Juventus Turin bei.
Im Sommer 1998 wechselte er auf eigenen Wunsch zur AC Florenz, wo sein Entdecker Giovanni Trapattoni mittlerweile Trainer war. Moreno Torricelli spielte wieder eine tadellose Saison und erreichte mit seiner Mannschaft den dritten Tabellenplatz, der zur Champions-League-Qualifikation berechtigte. In der Saison 2000/01 gewann er die Coppa Italia zum zweiten Mal in seiner Karriere. Er spielte noch bis Januar 2003 bei der Fiorentina, die 2002 Insolvenz anmeldete und zur Saison 2002/03 in die Serie C2 zwangsabsteigen musste. Im Januar 2003 wechselte er nach Spanien zu Espanyol Barcelona, wo er zwei Jahre spielte.
Im November 2004 ging er zurück nach Italien zu seiner letzten Profistation, der AC Arezzo in die Serie B, wo er bis zum Sommer 2005 spielte.

### In der Nationalmannschaft
Moreno Torricelli bestritt sein erstes Länderspiel am 24. Januar 1996 unter Arrigo Sacchi beim 3:0 gegen Wales. Er nahm mit Italien an der Fußball-Europameisterschaft 1996 in England und an der Fußball-Weltmeisterschaft 1998 in Frankreich teil. Das letzte seiner insgesamt zehn Länderspiele für die Squadra Azzurra bestritt Torricelli am 10. Februar 1999 beim 0:0 gegen Norwegen.

## Trainerkarriere
In der Saison 2007/08 arbeitete Moreno Torricelli als Jugendtrainer bei der AC Florenz. Im Februar 2009 übernahm er das Traineramt bei der AC Pistoiese, die aktuell in der Lega Pro Prima Divisione spielt.

## Erfolge
- Champions-League-Sieger: 1995/96
- UEFA-Pokal-Sieger: 1992/93
- Weltpokalsieger: 1996
- UEFA-Super-Cup-Sieger: 1996
- Italienischer Meister: 1994/95, 1996/97, 1997/98
- Italienischer Pokalsieger: 1994/95
- Italienischer Supercupsieger: 1995, 1997